# Dave Koz
David Stephen Koz, noto come Dave Koz (Encino, 27 marzo 1963), è un sassofonista statunitense di smooth jazz.

## Biografia

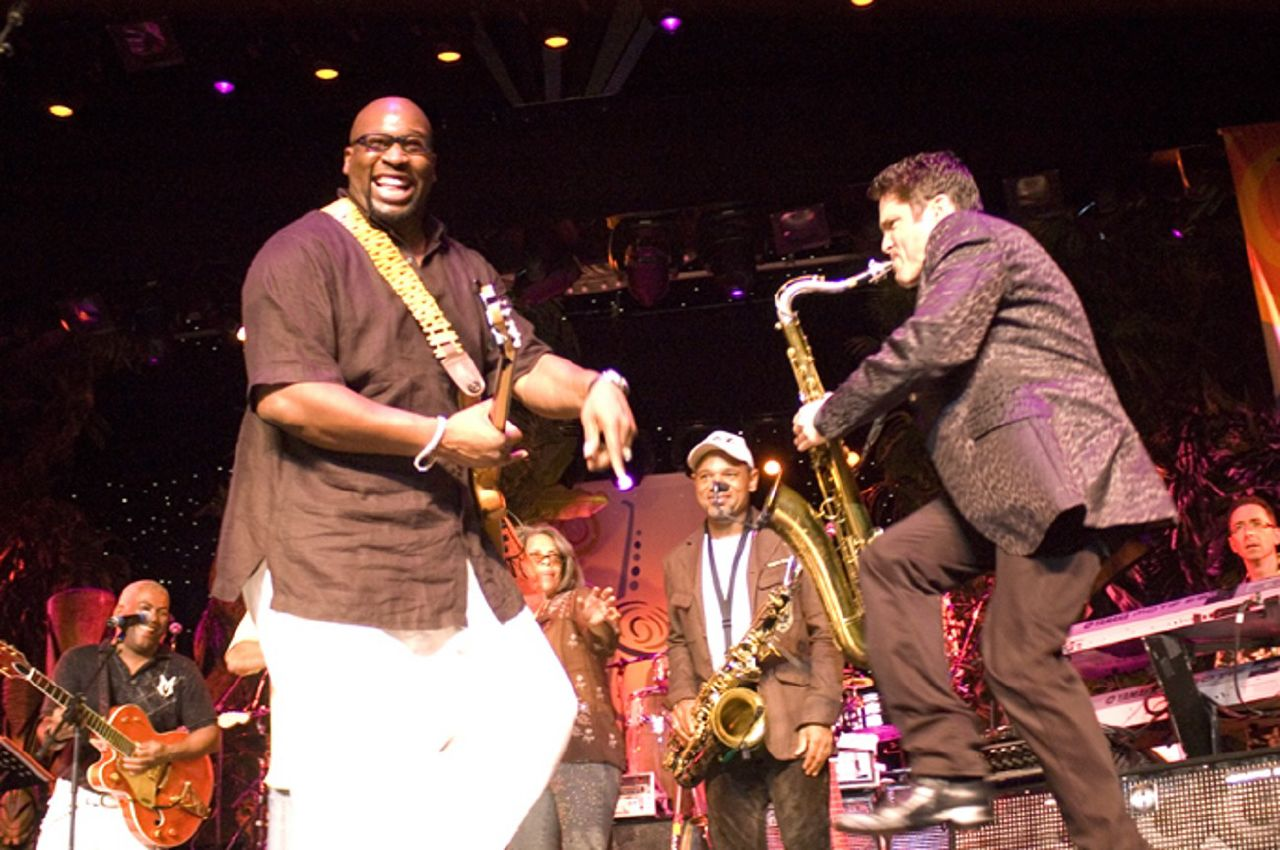
Wayman Tisdale insieme a Dave Koz nel 2006

Dave Koz (Дейв Коз), nato David Stephen Koz (Дейвид Степа́н Коз) in California da famiglia ebrea, studia musica e si laurea in scienze della comunicazione alla UCLA.
Tra la fine degli anni '80 e i primi anni '90 decide di dedicarsi a tempo pieno alla musica. Nel frattempo era stato turnista di Bobby Caldwell, Jeff Lorber e Richard Marx.
Nel 1990 firma un contratto discografico con la Capitol Records e pubblica il suo primo album. Riceve subito ottimi riscontri con due candidature ai Grammy Award. Al contempo si esibisce in diverse occasioni alla radio, in particolare allo show The Dave Koz Morning Show, portato avanti fino al 2007. Suona nel The Emeril Lagasse Show accompagnato da una band composta da Jeff Golub, Philippe Saisse, Conrad Korsh e Skoota Warner.

## Discografia
| Nome Titolo                                                        | Data Rilascio     |
| ------------------------------------------------------------------ | ----------------- |
| Dave Koz                                                           | 25 settembre 1990 |
| Lucky Man                                                          | 29 giugno 1993    |
| Off the Beaten Path                                                | 20 agosto 1996    |
| December Makes Me Feel This Way                                    | 23 settembre 1997 |
| Dave Koz: Off the Beaten Path - Live in Trinidad                   | 18 novembre 1997  |
| The Dance                                                          | 28 settembre 1999 |
| A Smooth Jazz Christmas                                            | 25 settembre 2001 |
| Golden Slumbers: A Father's Lullaby                                | 24 settembre 2002 |
| Saxophonic                                                         | 7 ottobre 2003    |
| Golden Slumbers: A Father's Love                                   | 26 aprile 2005    |
| At the Movies                                                      | 30 gennaio 2007   |
| Memories of a Winter's Night                                       | 18 settembre 2007 |
| Greatest Hits                                                      | 6 novembre 2008   |
| Hello Tomorrow                                                     | 9 ottobre 2010    |
| iTunes Live from SoHo (EP)                                         | 14 giugno 2011    |
| Ultimate Christmas                                                 | 11 ottobre 2011   |
| Live at the Blue Note Tokyo                                        | 12 settembre 2012 |
| Dave Koz and Friends: Summer Horns                                 | 7 maggio 2013     |
| Rest                                                               | 23 settembre 2014 |
| Collaborations: 25th Anniversary Collection                        | 31 luglio 2015    |
| Dave Koz and Friends: 20th Anniversary Christmas                   | 29 settembre 2017 |
| Dave Koz and Friends: Summer Horns II From A to Z                  | 22 giugno 2018    |
| Dave Koz Presents: Live from the Dave Koz Cruise                   | 20 giugno 2019    |
| A New Day                                                          | 9 ottobre 2020    |
| A Romantic Night In (The Love Songs Album)                         | 14 febbraio 2021  |
| The Golden Hour                                                    | 11 giugno 2021    |
| Dave Koz and Friends: Christmas Ballads (25th Anniversary Edition) | 23 settembre 2022 |